# Norman Dawn
Norman O. Dawn (Argentina, 25 maggio 1884 – Santa Monica, 2 febbraio 1975) è stato un effettista e regista cinematografico statunitense.
Operò agli albori del cinema, facendo numerose migliorie alla tecnica del matte shot per applicarlo alle pellicole cinematografiche e fu il primo regista a usare nel cinema la retroproiezione.

## Biografia
Nacque nel 1884 in Argentina o, secondo altre fonti, in Bolivia nel Bolivian Railroad Camp

### Innovazioni negli effetti speciali
Il primo film di Dawn Missions of California fece un uso massiccio del glass shot, in cui certe cose sono dipinte su un pezzo di vetro disposto tra la cinepresa e la scena reale. Molti degli edifici che Dawn stava riprendendo erano almeno in parte distrutti; dipingendo parti del tetto o dei muri, veniva data l'impressione che gli edifici fossero integri.
Dawn combinò la sua esperienza con il glass shot con le tecniche del matte shot. Fino a quel momento, il matte shot era essenzialmente una doppia esposizione: una parte del campo della telecamera sarebbe stata bloccata con un pezzo di cartone per fermare l'esposizione, il film sarebbe stato riavvolto e la parte bloccata sarebbe stata girata anche con riprese dal vivo. Dawn invece usava pezzi di vetro con sezioni dipinte di nero (più efficace nell'assorbire la luce che il cartone) e trasferiva il film su una seconda cinepresa fissa anziché semplicemente riavvolgere il film. Il matte painting veniva quindi disegnato per abbinare esattamente la proporzione e la prospettiva alla ripresa dell'azione dal vivo. Il basso costo e l'alta qualità del matte shot di Dawn lo hanno reso il cardine del cinema degli effetti speciali per tutto il secolo.
Dawn brevettò la sua invenzione l'11 giugno 1918 e tre anni dopo avviò una causa per difendere il brevetto. Gli artisti coinvolti, tra i quali Ferdinand Pinney Earle e Walter Percy Day, lo controdenunciarono, sostenendo che la tecnica di mascherare immagini e la doppia esposizione avevano una lunga tradizione nell'industria, una battaglia legale alla fine perduta da Dawn.

### Australia
Dawn lavorò in Australia per molti anni, dirigendo un adattamento ad alto budget del classico romanzo di Marcus Clarke For the Term of His Natural Life  nel 1927 e un musical, Showgirl's Luck nel 1931, il primo film con sonoro parlato in Australia.

## Archivi
Esiste una collezione Norman O. Dawn nella Ransom Collection dell'Università del Texas ad Austin.

## Filmografia
(elenco parziale)

### Regista
- Missions of California (1907)
- Gypsy Love (1910)
- Women of Toba (1910)
- Story of the Andes (1911)
- Ghost of Thunder Mountain (1912)
- Man of the West (1912)
- The Drifter (1913)
- Oriental Love (1916)
- The Girl in the Dark (1917)
- The Kaiser, the Beast of Berlin (1917)
- Danger, Go Slow (1918)
- The Eternal Triangle (1919)
- Lasca (1919)
- Sinbad the Sailor (1919)
- The Adorable Savage (1920)
- White Youth (1920)
- The Fire Cat (1921)
- Thunder Island (1921)
- A Tokyo Siren (1920)
- Five Days to Live (1922)
- The Son of the Wolf (1922)
- The Vermilion Pencil (1922)
- Lure of the Yukon (1924)
- After Marriage (1925)
- Justice of the Far North (1925)
- After Marriage (1925)
- Black Hills (1929)
- For the Term of His Natural Life (1929)
- Showgirl's Luck (1931)
- Two Lost Worlds (1950)

### Effetti speciali
- La città perduta (The Lost City), regia di Harry Revier (1935)

### Direttore della fotografia
- The Right to Happiness, regia di Allen Holubar (1919)